# Арсан (Ардеш)
Арсан (фр. Arcens) насеље је и општина у источној Француској у региону Рона-Алпи, у департману Ардеш која припада префектури Турнон сир Рон.
По подацима из 2011. године у општини је живело 379 становника, а густина насељености је износила 20,43 становника/km². Општина се простире на површини од 18,55 km². Налази се на средњој надморској висини од 600 метара (максималној 1.137 m, а минималној 554 m).

## Демографија
| 1962. | 1968. | 1975. | 1982. | 1990. | 1999. | 2011. |
| ----- | ----- | ----- | ----- | ----- | ----- | ----- |
| 548   | 576   | 511   | 484   | 479   | 452   | 379   |

График промене броја становника у току последњих година